# Arellano (Navarra)
Arellano település Spanyolországban, Navarra autonóm közösségben. Arellano Arróniz és Dicastillo községekkel határos. Lakosainak száma 159 fő (2024).

## Népesség
A település népessége az elmúlt években az alábbi módon változott:
| Lakosok száma | 192  | 192  | 196  | 194  | 207  | 184  | 159  | 157  | 156  | 159  |
|               | 2001 | 2004 | 2007 | 2009 | 2012 | 2014 | 2017 | 2019 | 2022 | 2024 |